# 岬にての物語
『岬にての物語』（みさきにてのものがたり）は、三島由紀夫の短編小説。11歳の夏に母と妹と行った房総半島の鷺浦という海岸での思い出を、一人称「私」によって夢想的に回想し物語られる作品である。この短編を書いている最中、三島は1945年（昭和20年）8月15日の敗戦を迎えた。舞台となっている房総半島の避暑地は、三島が1937年（昭和12年）の夏、12歳の時に母と妹と弟と訪れた千葉県夷隅郡興津町大字鵜原（現・勝浦市鵜原）である。

## 発表経過
1946年（昭和21年）、文芸雑誌『群像』11月号に掲載された。末尾には執筆日が「20・7・9 - 20・8・23」と記されている。単行本は、翌年1947年（昭和22年）11月20日に桜井書店より刊行された。同書の扉には「夕日と海と黄金を愛する人に」というエピグラフが付された。その後1956年（昭和31年）、雑誌『文藝』5月・増刊号の〈廿代小説傑作全集〉と、1957年（昭和32年）、雑誌『小説春秋』1月号の〈昭和文壇出世作全集第一集〉に再掲載された。
文庫版としては、1955年（昭和30年）3月30日に角川文庫より刊行の『花ざかりの森 他六篇』、1978年（昭和53年）11月27日に新潮文庫より刊行の『岬にての物語』に収録された。なお、1968年（昭和43年）11月には、三島の名指しにより蕗谷虹児の装幀で豪華限定版も刊行された。翻訳版はイタリア（伊題：Storia di un promontorio）で行われている

## あらすじ
幼年から少年時代の「私」は、夢想のために一日を過ごしてしまうような性質だった。その「私」の性向は、歳老いた今もなお根強く残っている。幼い「私」は不健康な『グリム童話』や、怪奇な小魔神の人形に魅了され、祖父母はそれを没収したが、夢想は「私」の飛翔を一度も妨げはしなかった。「私」が愛読し耽溺した『千夜一夜譚』は、私自身の手で書かれるべきであると考えるようになった「私」は、いつしか「夢想への耽溺」から「夢想への勇気」へ出るようになるのだった。
11歳の夏、「私」は母と妹とで、房総半島の鷺浦という海岸で過ごした。その頃の「私」は、読書ばかりして老成（ませ）てはいても、病弱で7歳くらいにしか見えなかった。父は、この機会に「私」に泳ぎを覚えさせようと、書生の小此木（おこのぎ）を水泳教師としてお供させた。「私」はその書生を「オコタン」と呼んでいた。
海を眺めるのは好きだが、泳ぎは拒否する「私」の頑固さにオコタンは水泳教授をあきらめていた。その日も「私」と母と妹とオコタンの4人は海岸に向かった。「私」は波を見ているか、傘の下で本を読んでいた。昼頃、母と妹は伯母が訪ねて来たという知らせを聞き、先に帰っていった。「私」は、泳ぎたそうにしているオコタンを泳がせ、1人で潮風に吹かれながら傘の下に寝転がっていた。ふと冒険心に促され、「私」は東へめざして何となく歩きだし、美しい岬の方へ向かった。
岬の頂きに行くと、荒廃した小さな洋館があった。中からオルガンの音が聞こえていた。近づくと若い美しい女の歌声も聞えた。「私」は洋館に忍び込んで椅子に腰掛けた。奥の部屋から聞えるオルガンは壊れているらしく、或る音は軋りを立て、或る音は全く聞えなかった。しかし、それがその音楽に神秘な感じを与えていた。
椅子を座りなおす「私」の音に気づいて、部屋の中から18歳位の美しい女の人が出てきた。「まあ、どこの坊ちゃん？」、「お家はどこ？」と訊ねる彼女は優雅なやさしさと美しい頬笑みにあふれていた。そこへ急に扉があき、1人の20歳位の青年が入ってきた。彼は彼女と相似た頬笑みと涼しい目もとであった。
「私」は彼女と彼と一緒に、岬の突端に散歩に出かけた。やがて彼女がかくれんぼをしようと提案した。「私」が鬼になり目を瞑って100を数えている時、断崖の方角から鳥の声に似た悲鳴か、笑い声のような短い叫び声がした。それが「私」には何か高貴な鳥の声か、「神々の笑いたもうた御声」のように聞こえた。100数えおわり、「私」は2人を捜すが見つからなかった。不安と心細さと故しらぬ同情で「私」は激しく泣いた。その時「私」は幼いながらも2人の悲劇を理解し、岬の先端を見た。「私」は断崖に身を伏せて奈落の美しい海を覗いた。それは同じ無音の光景で、「不思議なほど沈静な渚」であった。
「私」は弁財天の境内へ下り、そこにいたオコタンに泣いてしがみつき家に帰った。「私」は家族の誰にも、この出来事を話さず、親以外の人にも決して語ってはいけないような気がしていた。東京へ帰る汽車の中、泳ぎを覚えなかったことを父から叱られると思った「私」だが、不思議な満足があった。水泳は覚えずに帰って来てしまったものの、人間が容易に人に伝えることの出来ない「あの一つの真実」、後年の「私」がそれを探し求め、それとひきかえなら、命さえ惜しまないであろう「一つの真実」を、「私」は覚えて来たからだった。 

## 執筆動機
『岬にての物語』は、戦時中の1945年（昭和20年）7月9日から学徒勤労動員先の神奈川県高座郡の海軍工廠で起筆され、終戦直後の8月23日にかけて執筆された作品である。三島はこの作品について、〈忘れがたい作品〉、〈少年時代の終末の感傷が書かせた物語〉だとし、空襲の激化の間に、〈赤紙が来ようが来まいが、一億玉砕は必至のやうな気がして、一作一作を遺作のつもりで書いてゐた〉作品の中の一つだと振り返っている。

## 三島由紀夫と蕗谷虹児
『岬にての物語』は、三島の死の2年前の1968年（昭和43年）に、豪華限定版として再刊行されたが、その際の装幀として、出版社の川島勝は初山滋の「抽象的な色感あふれる絵」を頭の中に描いていたが、三島は、装幀を蕗谷虹児にしたいと要望した。高畠華宵や加藤まさを風な少女像も魅力だが、蕗谷虹児の「様式美」の方が『岬にての物語』にふさわしいというのが三島の意見だったという。
三島の名指しの依頼に蕗谷虹児は喜び、その蕗谷邸訪問の時にもらった色紙から、初めて蕗谷虹児が『花嫁人形』を作詞したと知った川島勝は、三島がそれを知っていて、あえてこの画家を選んだのだろうかと思い、三島がこの装幀に蕗谷虹児の少女像を選んだことに、「妹（美津子）の死と失恋（三谷信の妹・邦子）と三島自身の青春への訣別が色濃く反映されていた」としている 。
三島は蕗谷虹児について、その作品を〈幼ないころから親しんで来たもの〉とし、限定版『岬にての物語』の装幀画を以下のように語っている。

## 作品評価・研究
渡邊一夫は、『岬にての物語』初出当時の文芸時評において、「三島氏のふしぎなくらゐ幻想に充ちた字句の用ひかたも、その配列も、実に美しいものを持つてゐた」として、時折ランボーの詩を思わせると高評価している。
野口武彦は、『岬にての物語』を「戦争期に培われた三島氏の作家心情、その美学の主導動機をじつにストレートに語った小説」だとして、三島の投影である主人公の体験に、「まぎれもないロマン派的情動の初心」を見てとり、「〈死〉―〈夏〉―〈海〉」という三島文学の主題が、その後の作品に連なっていくことを指摘している。
田坂昂は、〈美〉と〈海〉と〈死〉という要素を鑑みながら『岬にての物語』を考察し、主人公が〈神々の笑ひ〉の中に見い出した〈一つの真実〉が、『花ざかりの森』で言及される〈秀麗な奔馬の美〉と同義であるとしている。
渡辺広士は『岬にての物語』の、「自己省察から飛翔への移行」（現実から夢想への移行）の構成は、「すでに少年の習作ではなく、物語として見事に組み立てられている」とし、その導入部における自己分析の明晰さを可能にしているのは、「〈私の本来のものなる飛翔〉への信頼というプリズム」だと解説している。そして「その〈憂愁のこもつた典雅な風光〉にふさわしい古典的な文体」で海や岬の自然が描かれ、作中の少女には、同じ三島作の『苧菟と瑪耶』の瑪耶と同じように、永遠のマリヤの面影があるとし、〈青年と少女の頬笑みには甚く相似たものがあつた〉というくだりには、「兄と妹の愛」が暗示されているという神秘化があると考察している。
売野雅勇は、『美徳のよろめき』以来、三島作品に馴染んできたと語りつつ、「主人公たちの耳にも聴こえる音楽」といえば、『岬にての物語』の「一音だけ鳴らない音がある壊れたオルガンを思い出す」として、「聴こえない音楽を聴くことが、三島由紀夫の作品を読む最大の快楽のひとつになっている。言葉の音楽である」としている。
村松剛は、『岬にての物語』で主人公が遭遇する事件が、ガブリエーレ・ダンヌンツィオの『死の勝利』を思わせ、少女が百合の花を摘む場面も似ていることを指摘し、三島の蔵書にも『死の勝利』があることから、三島が執筆する上でその作品への意識があったと考察している。
筒井康隆もまた村松の指摘を踏襲し、『岬にての物語』がダンヌンツィオの『死の勝利』の文体、描写、ディテールなどの影響を受けているとして、両者がどちらも、男女の情死を扱い、心中方法も断崖から海への投身である共通点を挙げている。しかし、『死の勝利』の方は無理心中であり、「世紀末の懐疑主義や頽廃」的な作品なのに対し、『岬にての物語』の方は、「極めてロマンチックなもの」で、三島自身がモデルである少年の眼で、美しい若い男女の情死行を、「日常のようになごやかに眺めている」と解説している。

## おもな収録刊行本

### 単行本
- 『岬にての物語』（桜井書店、1947年11月20日） NCID BA33967668
  - 装幀：古沢岩美。紙装。フランス装。146頁
「跋」付録。本扉裏に「夕日と海と黄金を愛する人に」と題するエピグラフあり。
  - 収録作品：「岬にての物語」「中世」「軽王子と衣通姫」
  - ※ 1949年（昭和24年）4月15日発行の2刷で表紙改装。
- 『魔群の通過』（河出書房、1949年8月15日）
  - 装幀：高橋錦吉
  - 収録作品：「魔群の通過」「不実な洋傘」「山羊の首」「恋重荷」「大臣」「幸福といふ病気の療法」「毒薬の社会的効用について」「岬にての物語」「火宅」「あやめ」「愛の不安」
- 豪華限定版『岬にての物語』（牧羊社、1968年11月15日） - 記番・署名入りの限定300部。
  - 装幀・挿絵：蕗谷虹児。造本：松本道子。仔羊総革装。天金。夫婦函。段ボール外函。本文2色刷。福井紙業特漉鳥ノ子、著者家紋透入。
手彩色口絵1葉（蕗谷虹児）。原色版1葉貼込。本文中に別刷挿画6頁6葉あり。口絵頁に三島の署名。
  - 300部のほか、表紙に黒色スウェード革を使用し別頁に署名された著書本50部あり。さらにそのうち30部は蕗谷虹児による肉筆絵入り。
  - 収録作品：「岬にての物語」「蕗谷虹児氏の少女像」
- 文庫版『花ざかりの森 他六篇』（角川文庫、1955年3月30日）
  - 解説：戸板康二
  - 収録作品：「彩絵硝子」「花ざかりの森」「みのもの月」「軽王子と衣通姫」「中世に於ける一殺人常習者の遺せる哲学的日記の抜萃」「中世」「岬にての物語」
- 文庫版『岬にての物語』（新潮文庫、1978年11月27日）
  - カバー装幀：沢田哲郎。解説：渡辺広士
  - 収録作品：「苧菟と瑪耶」「岬にての物語」「頭文字」「親切な機械」「火山の休暇」「牝犬」「椅子」「不満な女たち」「志賀寺上人の恋」「水音」「商い人」「十九歳」「月澹荘綺譚」

### 全集
- 『三島由紀夫全集1巻（小説I）』（新潮社、1975年1月25日）
  - 装幀：杉山寧。四六判。背革紙継ぎ装。貼函。
  - 月報：清水文雄「『花ざかりの森』をめぐって」。《評伝・三島由紀夫 21》佐伯彰一「伝記と評伝（その12）」。《同時代評から 21》虫明亜呂無「初期作品について（その2）」
  - 収録作品：「酸模」「座禅物語」「鈴鹿鈔」「暁鐘聖歌」「館」「彩絵硝子」「花ざかりの森」「苧菟と瑪耶」「みのもの月」「うたはあまねし」「玉刻春」「世々に残さん」「祈りの日記」「曼荼羅物語」「朝倉」「中世に於ける一殺人常習者の遺せる哲学的日記の抜萃」「中世」「エスガイの狩」「菖蒲前」「煙草」「贋ドン・ファン記」「岬にての物語」「恋と別離と」「軽王子と衣通姫」「夜の仕度」「鴉」
  - ※ 同一内容で豪華限定版（装幀：杉山寧。総革装。天金。緑革貼函。段ボール夫婦外函。A5変型版。本文2色刷）が1,000部あり。
- 『三島由紀夫短篇全集』〈上巻〉（新潮社、1987年11月20日）
  - 布装。セット機械函。四六判。2段組。
  - 収録作品：「酸模」から「女流立志伝」までの75篇。
- 『決定版 三島由紀夫全集16巻・短編2』（新潮社、2002年3月8日）
  - 装幀：新潮社装幀室。装画：柄澤齊。四六判。貼函。布クロス装。丸背。箔押し2色。
  - 月報：髙樹のぶ子「幸福な化学反応」。松本道子「思い出の三島歌舞伎」。［小説の創り方16］田中美代子「時の断崖」
  - 収録作品：「世々に残さん」「曼陀羅物語」「檜扇」「朝倉」「中世に於ける一殺人常習者の遺せる哲学的日記の抜萃」「縄手事件」「中世」「エスガイの狩」「菖蒲前」「黒島の王の物語の一場面」「岬にての物語」「鴉」「贋ドン・ファン記」「煙草」「耀子」「軽王子と衣通姫」「恋と別離と」「夜の仕度」「サーカス」「ラウドスピーカー」「春子」「婦徳」「接吻」「伝説」「白鳥」「哲学」「『菖蒲前』創作ノート」「『軽王子と衣通姫』創作ノート」「『夜の仕度』創作ノート」「『サーカス』創作ノート」「『ラウドスピーカー』創作ノート」「『春子』創作ノート」「『婦徳』創作ノート」「『接吻』創作ノート」